# Mikołaj II z Saint Omer
Mikołaj II z Saint Omer (zm. 1294) – władca połowy Teb w latach 1258-1294. 

## Życiorys
Był synem Beli z Saint Omer, bratem Ottona. Był uczestnikiem wojny o sukcesję Eubejską w której wystąpił przeciwko Wilhelmowi II Villehardouin, który wysunął pretensje do północnej części wyspy. W 1287 został mianowany bailifem Andegawenów w księstwie Achai. Zmarł bezdzietnie. Jego następcą w Tebach został jego brat Otton z Saint Omer. 